# Liste der Biografien/Schmidt, V
Liste der Biografien |
Portal Biografien |
V Personensuche
# |
A |
B |
C |
D |
E |
F |
G |
H |
I |
J |
K |
L |
M |
N |
O |
P |
Q |
R |
S |
T |
U |
V |
W |
X |
Y |
Z |
?
 
Sa |
Sb |
Sc |
Sd |
Se |
Sf |
Sg |
Sh |
Si |
Sj |
Sk |
Sl |
Sm |
Sn |
So |
Sp |
Sq |
Sr |
Ss |
St |
Su |
Sv |
Sw |
Sy |
Sz
 
Sca–Sce |
Sch |
Sci–Scz
 
Scha |
Schc |
Schd |
Sche |
Schg |
Schi |
Schj |
Schk |
Schl |
Schm |
Schn |
Scho |
Schp |
Schr |
Schs |
Scht |
Schu |
Schv |
Schw |
Schy
 
Schma |
Schme |
Schmi |
Schmo |
Schmu |
Schmy
 
Schmic |
Schmid |
Schmie |
Schmig |
Schmik |
Schmil |
Schmin |
Schmir |
Schmis |
Schmit
 
Schmida |
Schmidb |
Schmide |
Schmidf |
Schmidg |
Schmidh |
Schmidi |
Schmidj |
Schmidk |
Schmidl |
Schmidm |
Schmidp |
Schmidr |
Schmids |
Schmidt |
Schmid, A |
Schmid, B |
Schmid, C |
Schmid, D |
Schmid, E |
Schmid, F |
Schmid, G |
Schmid, H |
Schmid, I |
Schmid, J |
Schmid, K |
Schmid, L |
Schmid, M |
Schmid, N |
Schmid, O |
Schmid, P |
Schmid, R |
Schmid, S |
Schmid, T |
Schmid, U |
Schmid, V |
Schmid, W |
Schmid, Y
 
Schmidt, A |
Schmidt, B |
Schmidt, C |
Schmidt, D |
Schmidt, E |
Schmidt, F |
Schmidt, G |
Schmidt, H |
Schmidt, I |
Schmidt, J |
Schmidt, K |
Schmidt, L |
Schmidt, M |
Schmidt, N |
Schmidt, O |
Schmidt, P |
Schmidt, R |
Schmidt, S |
Schmidt, T |
Schmidt, U |
Schmidt, V |
Schmidt, W |
Schmidt, Y |
Schmidtb |
Schmidtc |
Schmidte |
Schmidtg |
Schmidth |
Schmidti |
Schmidtk |
Schmidtl |
Schmidtm |
Schmidtn |
Schmidts
Die Liste der Biografien führt alle Personen auf, die in der deutschsprachigen Wikipedia einen Artikel haben. Dieses ist eine Teilliste mit 15 Einträgen von Personen, deren Namen mit den Buchstaben „Schmidt, V“ beginnt.

## Schmidt, V

### Schmidt, Va
- Schmidt, Valentin (1863–1927), Zisterzienser, Gymnasiallehrer, Heimatforscher, Diplomatiker und Archivar
- Schmidt, Valentin (* 1941), deutscher Jurist, Präsident des Kirchenamtes der EKD

### Schmidt, Ve
- Schmidt, Verena (* 1982), deutsche Autorin
- Schmidt, Veronika (* 1952), deutsche Skilangläuferin

### Schmidt, Vi
- Schmidt, Viola M. J., deutsche Drehbuchautorin
- Schmidt, Vivien Ann (* 1949), US-amerikanische PolitikwissenschaftlerinVivien Ann Schmidt (* 1949)

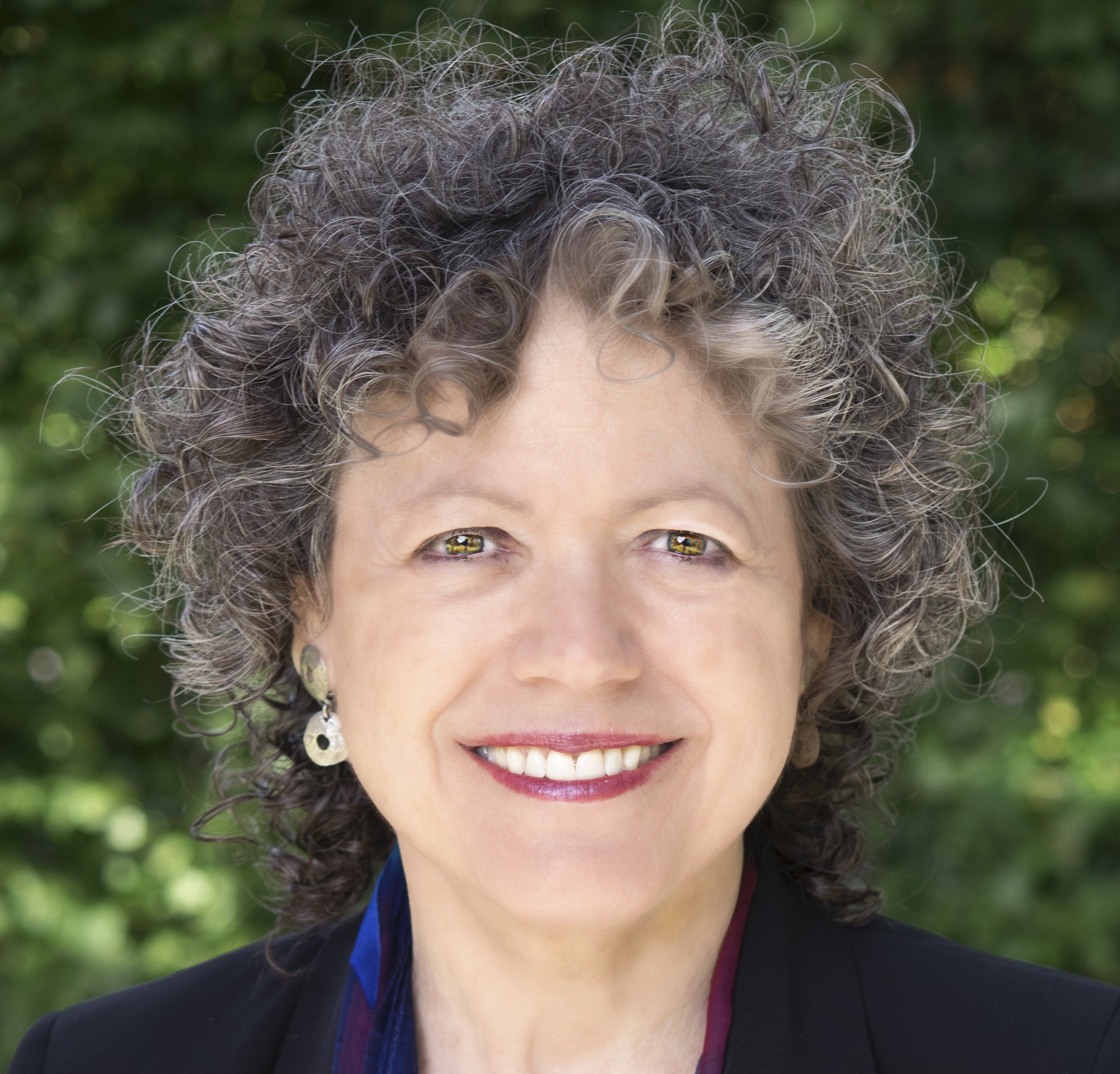
Vivien Ann Schmidt (* 1949)

### Schmidt, Vo
- Schmidt, Volker (* 1939), deutscher Physiker
- Schmidt, Volker (1942–2002), deutscher Archäologe; Inoffizieller Mitarbeiter des MfS
- Schmidt, Volker (* 1957), deutscher Politiker (SPD), MdL
- Schmidt, Volker (* 1957), deutscher Fußballspieler
- Schmidt, Volker (* 1967), deutscher Tanzsportler
- Schmidt, Volker (* 1976), österreichischer Autor, Regisseur und Schauspieler
- Schmidt, Volker (* 1978), deutscher Fußballspieler und -trainer
- Schmidt, Volker Ignaz (* 1971), deutscher Komponist
- Schmidt, Volkmar (1933–1998), deutscher Altphilologe